# بيدرو كاسابلان
بيدرو مانويل أورتيز دومينغيز (مواليد 1963)، اشتهر باسمه المسرحي بيدرو كاسابلان، هو ممثل مغربي المولد اشتهر بالعديد من العروض المسرحية والسينمائية والتلفزيونية في إسبانيا.

## سيرته
ولد بيدرو مانويل أورتيز دومينغيز في الدار البيضاء، المغرب عام 1963. الابن الأندلسي الآباء، حصل على درجة الليسانس في الفنون الجميلة من جامعة إشبيلية. قام بتدريب مقطوعاته التمثيلية في مركز المسرح الأندلسي وانتقل لاحقاً إلى مسرح الدير في مدريد.